# Halparuntiya III.
Halparuntiya III. (assyrisch Qalparunda) war ein neo-hethitischer König von Gurgum und Sohn Laramas II. (assyrisch Palalam). Er war Zeitgenosse Adad-Niraris III., gegen welchen er sich gemeinsam mit Ataršumki auflehnte. Eine darauf folgende Schlacht verlor er und musste Territorien an Kummuḫ abtreten. Eventuell ist er zudem der namentlich nicht bekannte Herrscher von Gurgum, der einer Allianz angehörte, die um 800 v. Chr. die nordhamatitische Stadt Hatarikka belagerte.
In Kahramanmaraş wurde eine Löwenskulptur gefunden, deren hieroglyphenluwische Inschrift seine Genealogie wiedergibt. Auch auf dem Statuenfragment Maraş 14 wurde er vermutlich durch seinen Untergebenen Astiwasu erwähnt.